# Église Saint-André de Yainville
Pour les articles homonymes, voir Église Notre-Dame.
L'église Saint-André de Yainville est une église de culte catholique située dans la commune de Yainville, dans le département du Seine-Maritime, en France.

## Histoire
Datant du XIe siècle, il s'agit d'un monument classé monument historique par la liste de 1846.

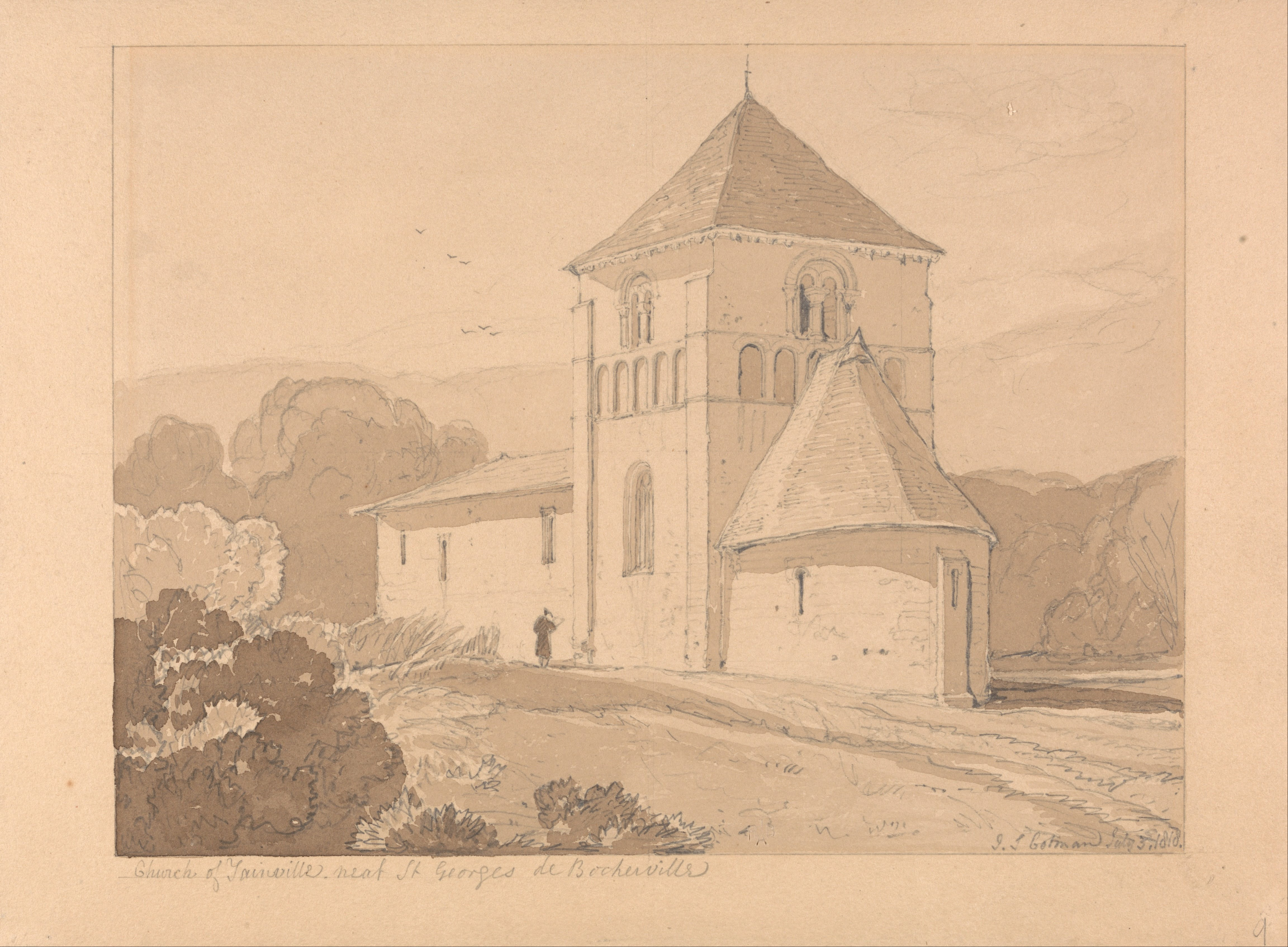
L'église dessinée par John Sell Cotman en 1818.
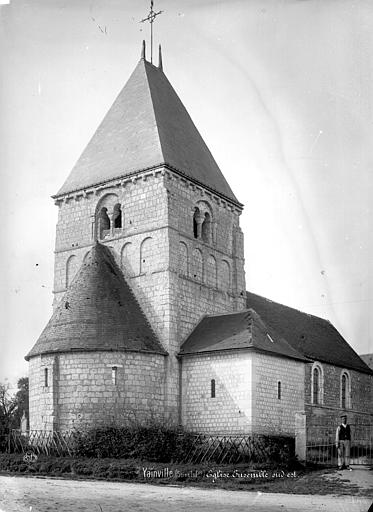
L'abside de l'église.
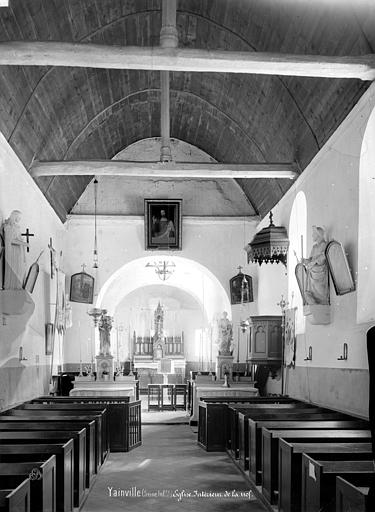
Intérieur de l'église.